# Brodnická jezerní plošina
Brodnická jezerní plošina (315.12) je geomorfologický celek (jezerní plošina), který se nachází v severovýchodní části Kujavsko-pomořského vojvodství v Polsku. Rozkládá se kolem řeky Visly a jejích přítoků na pravé straně: Skrwy, Drwecy a Osy. Hydrograficky nejdůležitější je tady řeka Drweca – nejdelší pravobřežní přítok Dolní Visly.
Největším městem regionu je Brodnica. Na administrativní mapě Polska přibližně od severu a východu hraničí tato plošina s okresy Nowe Miasto a Działdowo (Varmijsko-mazurské vojvodství), od jihovýchodu s okresem Żuromin (Mazovské vojvodství), od jihu s okresem Rypin, od jihozápadu s okresem Golub-Dobrzyń, od západu s okresem ąbrzeźnoa od severozápadu s okresem Grudziądz.

## Turistika
Brodnická jezerní plošina má přes sto jezer o rozloze víc než 1 ha. Dominuji rinová jezera a mnoho z nich je spojeno s dalšími vodními plochami. Největší vodní nádrží regionu jsou Wielkie Patreczyny (plocha 314 ha). Z turistického hlediska je region relativně špatně vyvinutý.
Jezerní plošina není příznivá pro fanoušky plachtění kvůli relativně malé rozloze jezer, a také kvůli tomu, že kolem jsou kopce a vysoké lesy a nefouká tam vítr. Na většině jezer je zakázáno používat lodě s motory. Jezera jsou spojená řekami Skarlanka (přehrada) a Drweca, což činí tento region atraktivní pro kajakovou turistiku.
V jezerní oblastí se nachází také Brodnická krajinná chráněná oblast se sídlem w Grzmieci. V parku je možná pěší turistika, cykloturistika, vodní turistika a jízda na koni.
V parku jsou také historické památky. Mezi nimi jsou pozůstatky raně středověkých měst (kolem jezera Strażym), stejně jako náboženské budovy, budovy tradiční venkovské stavby z 18. a 19. století a palácový komplex Jablonowo Pomorskie.

### Turistické sdružení Brodnické jezerní plošiny
Turistické sdružení Brodnické jezerní plošiny je sdružení s neziskovými cíli venkovské komunity a osob poskytujících služby pro rozvoj venkovských oblastí a zemědělství.

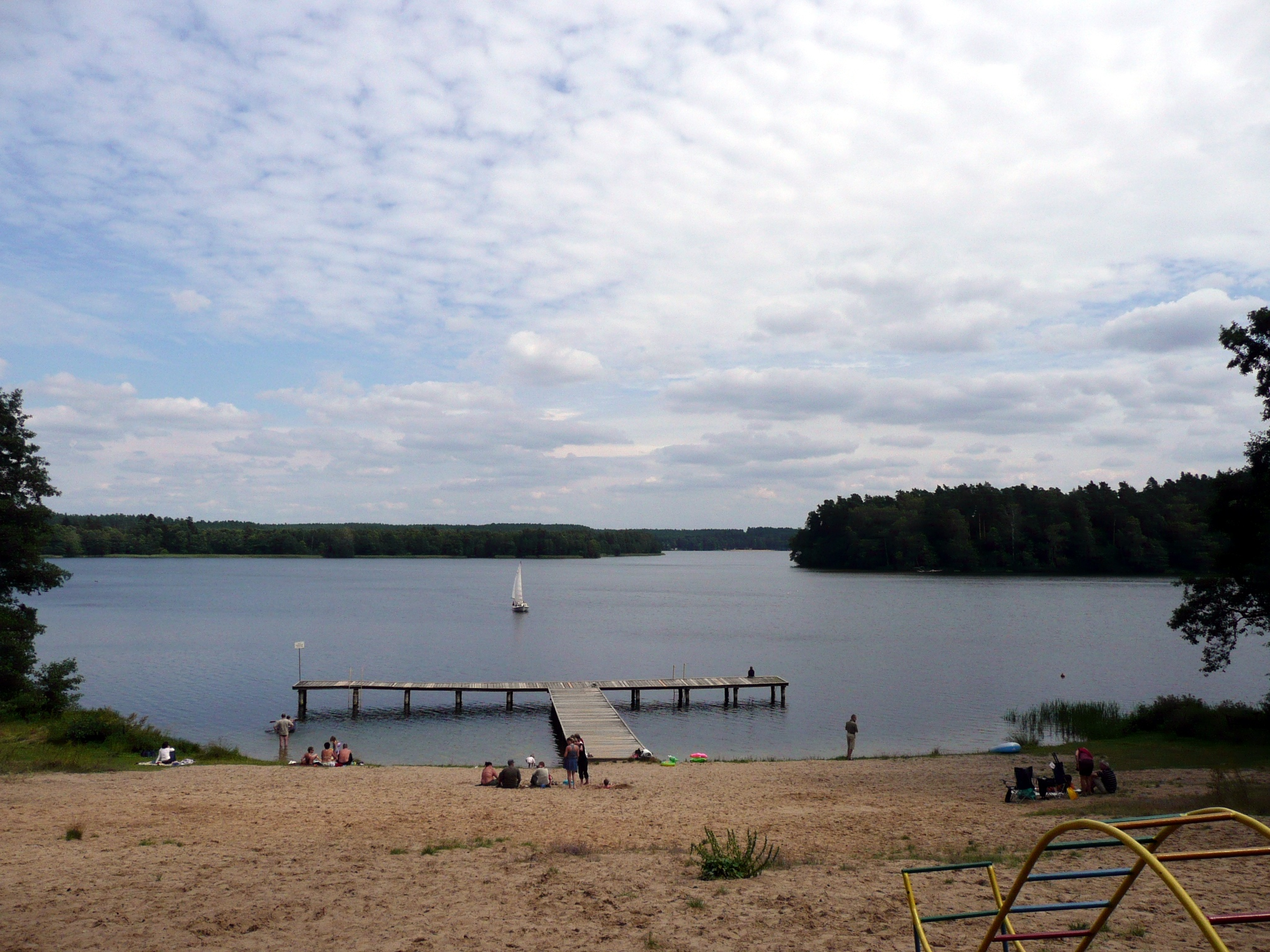
Jezero Wielkie Parteczyny
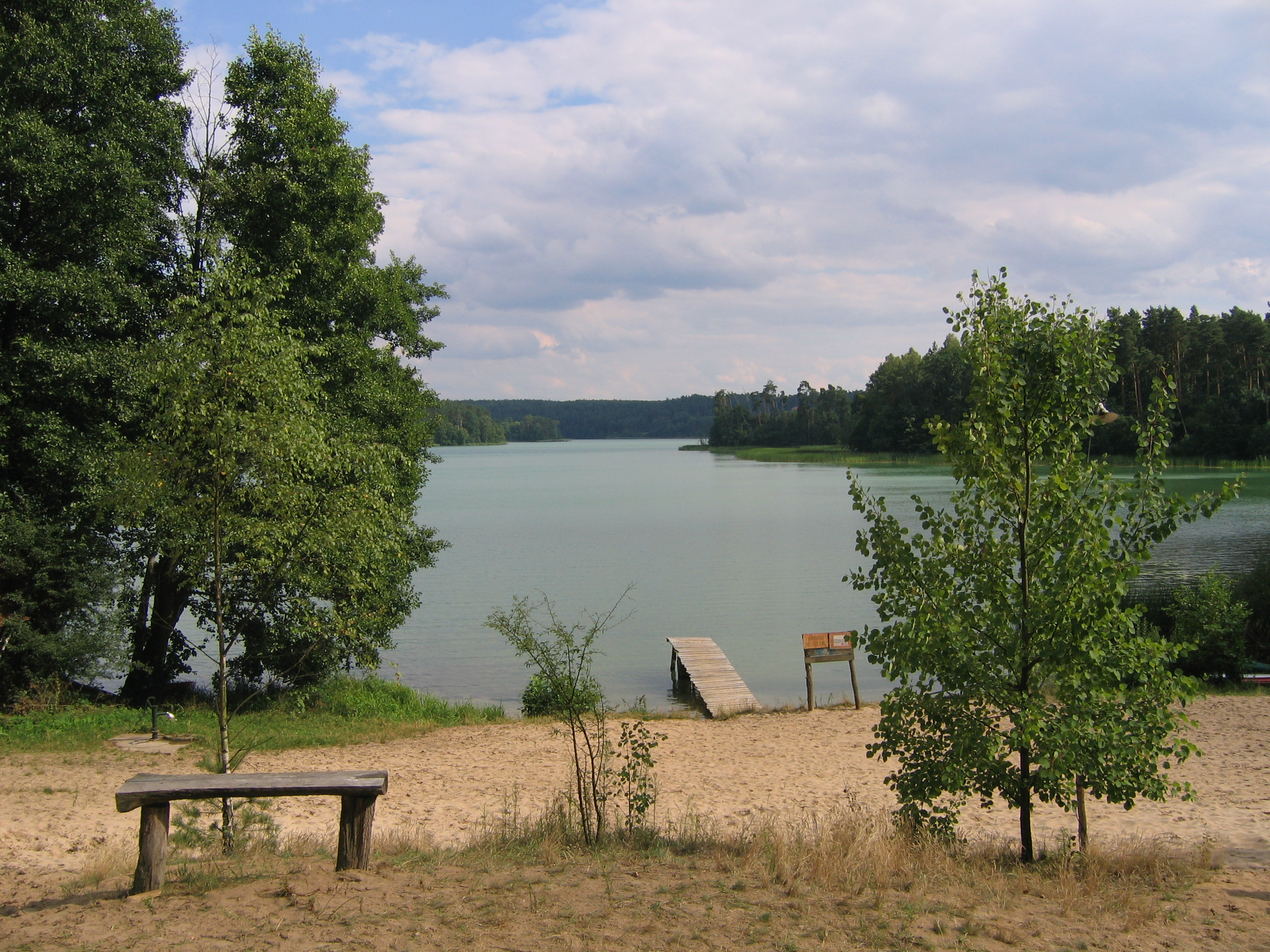
Jezero Zbiczno
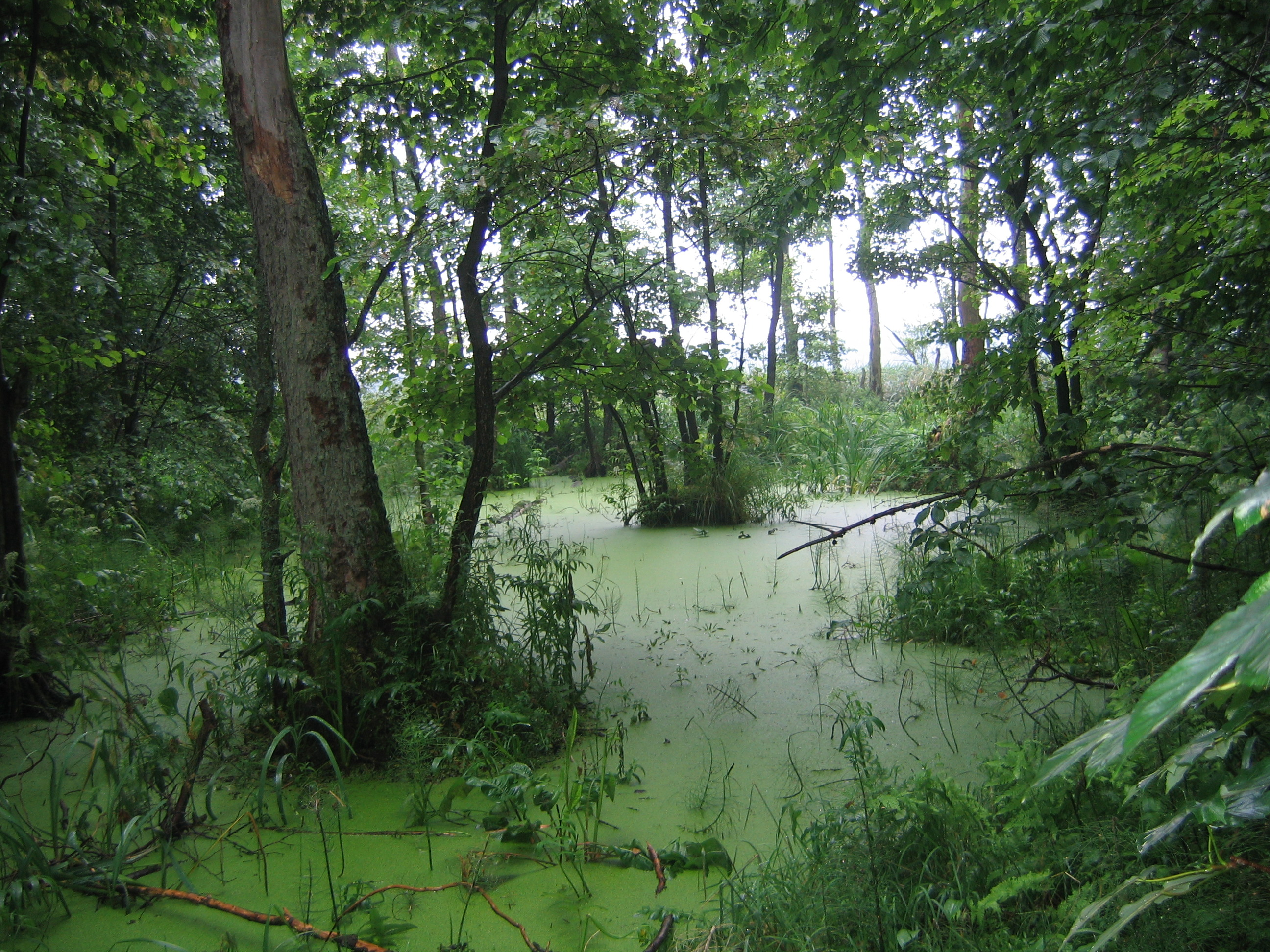
Jezero Zbiczno
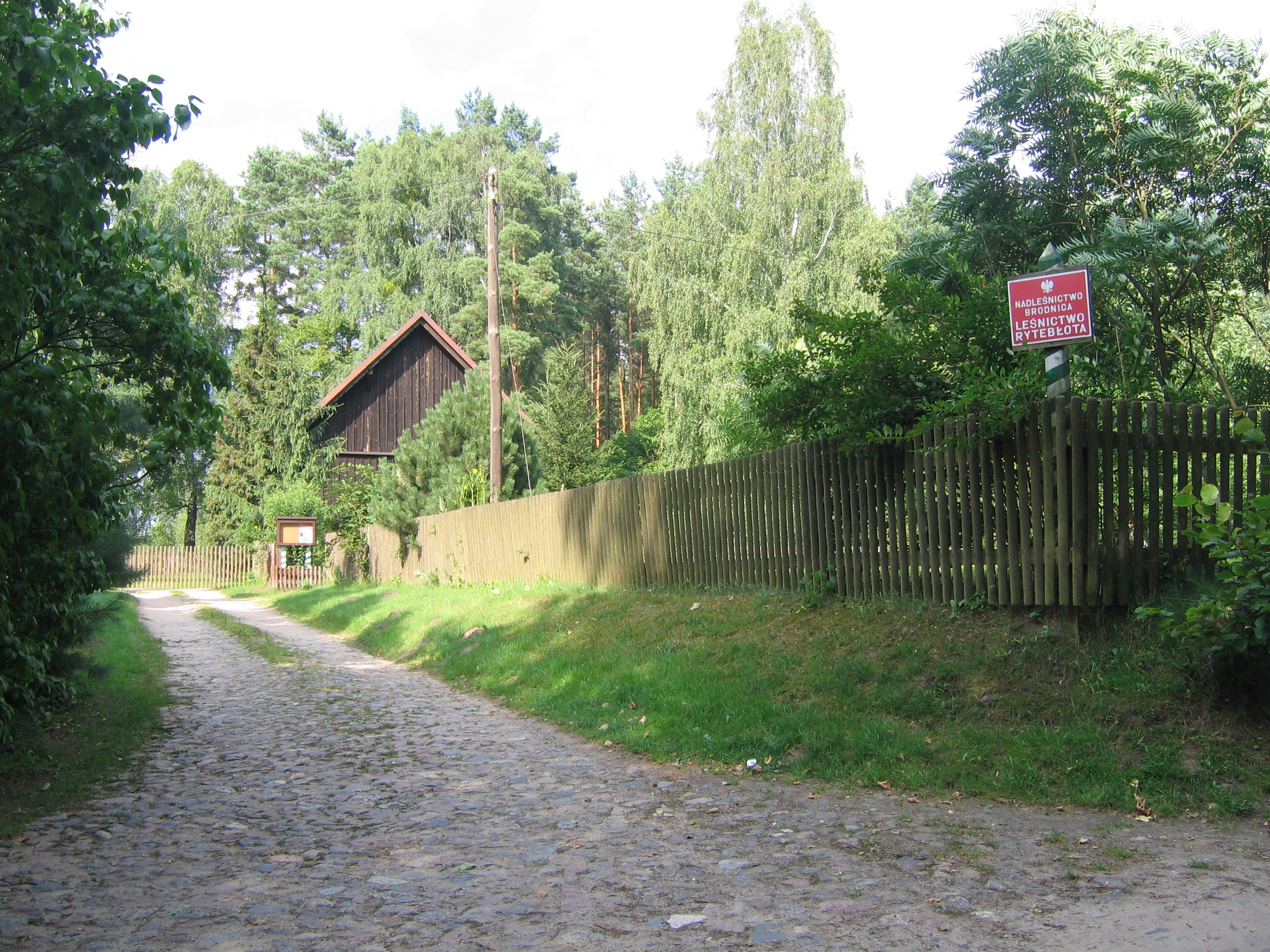
Ryteblota
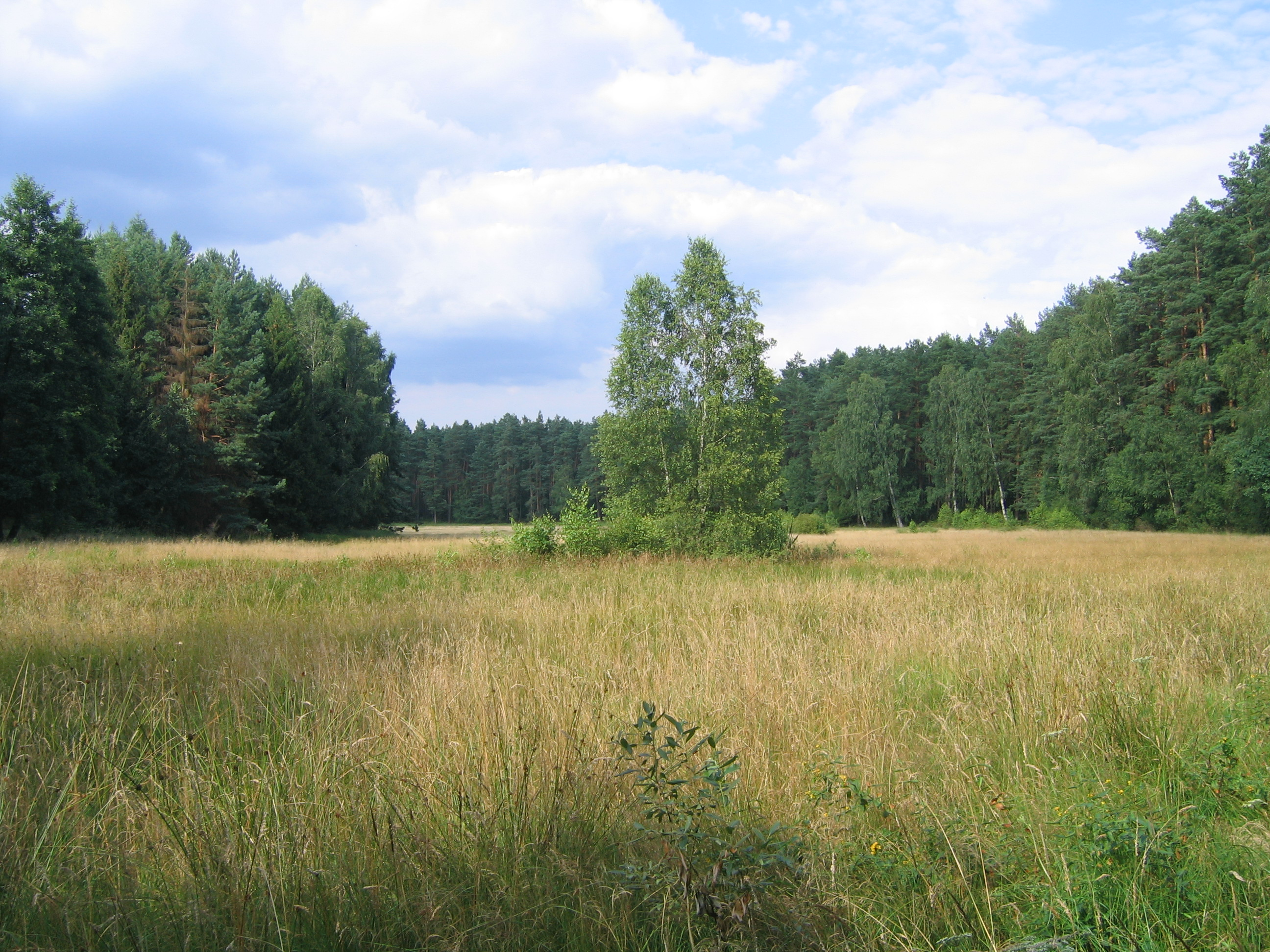
Brodická Krajinná chráněná oblast v regionu jezera Zbiczno a vesnice Ryteblota